# خوان أنطونيو بايونا
خوان أنطونيو بايونا (بالإسبانية: Juan Antonio Bayona) (و. 1975  م) هو مخرج أفلام، ومنتج أفلام، وكاتب سيناريو من إسبانيولا، ولد في برشلونة.

## التعليم
تعلم في Cinema and Audiovisual School of Catalonia ‏
.

## أعمال

### أفلام
- مجتمع الثلج (2023)

## جوائز
حصل على جوائز منها:
- Goya Award for Best New Director [الإنجليزية]‏
- جائزة جويا لأفضل مخرج [الإنجليزية]‏-2024[4]
- Gaudí Award for Best Director  [لغات أخرى]‏

## وصلات خارجية
- خوان أنطونيو بايونا على موقع IMDb (الإنجليزية)
- خوان أنطونيو بايونا على موقع روتن توميتوز (الإنجليزية)
- خوان أنطونيو بايونا على موقع مونزينجر (الألمانية)
- خوان أنطونيو بايونا على موقع ألو سيني (الفرنسية)
- خوان أنطونيو بايونا على موقع ميوزك برينز (الإنجليزية)
- خوان أنطونيو بايونا على موقع تيرنر كلاسيك موفيز (الإنجليزية)
- خوان أنطونيو بايونا على موقع أول موفي (الإنجليزية)
- خوان أنطونيو بايونا على موقع بوكس أوفيس موجو (الإنجليزية)
- خوان أنطونيو بايونا على موقع قاعدة بيانات الأفلام السويدية (السويدية)
- خوان أنطونيو بايونا على موقع قاعدة بيانات الفيلم (الإنجليزية)